# Himmelhorn
Le Himmelhorn est une montagne culminant à 2 111 m d'altitude dans les Alpes d'Allgäu.

## Géographie
Il ne pas s'agit d'un sommet indépendant, mais du point culminant d'une crête herbue au sud-sud-ouest du Schneck dominant virtigineusement la vallée d'Oytal (de).
La proéminence du Himmelhorn est d'au moins[précision nécessaire] 31 mètres, son isolation topographique est de 100 m avec le Schneck.
Sa flore est identique à celle du Höfats[précision nécessaire].

## Ascension
Le Himmelhorn est connu depuis l'ascension du Rädlergrat en 1910. Auparavant il n'y avait pas de chemin balisé. Son ascension demande de l'expérience en alpinisme en plus d'une endurance et d'une bonne appréhension du vertige. L'ascension par la pente herbue est l'une des plus exigeantes et dangereuses des Alpes bavaroises.
Depuis l'étape du Himmeleck
- Cotation: 2
- Durée: 3-4 h

Depuis le sommet du Schnek
- Cotation: 2
- Durée: 3-4 h

Voie ouest
- Cotation: 5
- Durée: 4 h 30
- Point de départ : vallée du Laufbach
- Première ascension : Faschingleitner, Zint, 1932

Voie sud
- Cotation: 5+
- Durée: 3-5 h
- Point de départ : Stuibenfall
- Première ascension : M. Tauscher, W. Teufele, 1958

Voie sud Sky Ride
- Cotation: 8-
- Point de départ : Stuibenfall
- Première ascension : Matthias et Alexandra Robl en 2000

### Rädlergrat

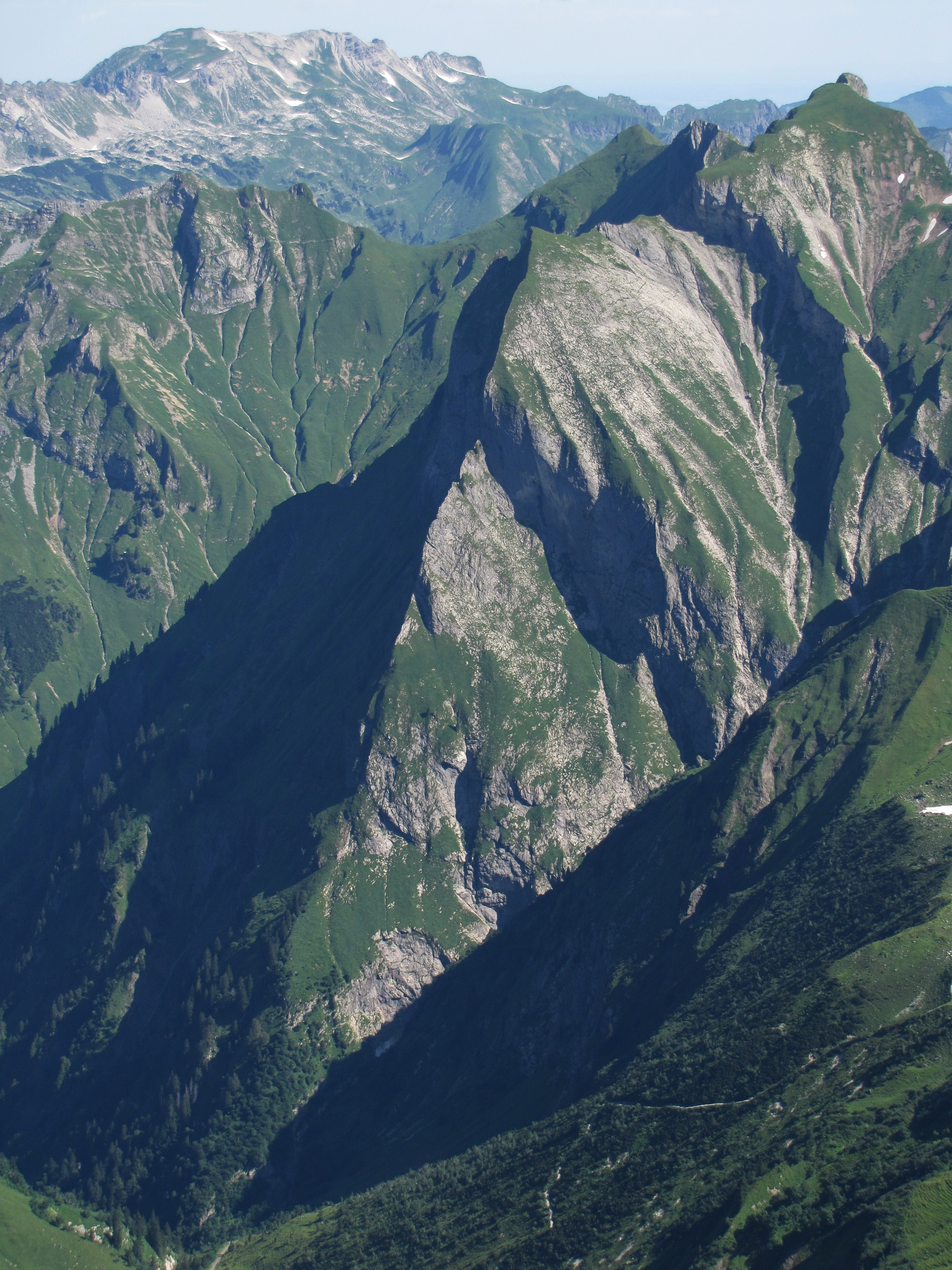
Vue du Rädlergrat depuis le sommet du Rauheck

Le Rädlergrat, un sommet herbu, part de la vallée de l'Oytal vers le Himmelhorn. Sa première ascension ne date que de 1910 par Hermann Rädler. À vingt mètres du sommet (cotation : 5), il n'y a pratiquement pas d'option de sauvegarde, donc il y avait de nombreux accidents mortels dans le passé, comme l'accident tragique d'une cordée de trois frères d'Oberstdorf au milieu des années 1950.
En raison du grand nombre d'accidents, l'itinéraire initial n'est plus emprunté aujourd'hui, on lui préfère une variante plus difficile techniquement, mais un peu plus sûr, menant à la voie sud. Néanmoins il reste un sommet craint comme en témoigne le respect exprimé par Gaston Rébuffat. En raison de la combinaison de passages rocheux fragiles avec des pentes herbeuses très raides (comme dans le Höfats), le Rädlergrat est un défi même pour les très bons grimpeurs. Il est atteint deux ou trois fois par an.